# Andrea Rincón
Andrea Lucila Rincón (Buenos Aires, 23 de marzo de 1985) es una actriz, modelo y vedette argentina.

## Biografía
Nació en la ciudad de Buenos Aires, las fuentes difieren sobre si fue en el barrio de Saavedra o de Villa Urquiza. Tiene siete hermanos. Sobre su infancia relató que:

"Viví en la calle y revolví tachos para comer. Pasé hambre y me bañaba en una estación de servicio para ir a la escuela."

Cursó la primaria en la Escuela Fray Martín del Barco Centenera y la secundaria en el comercial número 7 del barrio de Belgrano. Estudió teatro durante su infancia en el centro cultural del barrio. 
Sufrió diversas adicciones desde su adolescencia, comenzando con el alcohol a los 13 y las drogas a los 15 años.  A los 17 años se fue de su casa y vivió durante un tiempo en la casa de su amiga Florencia. A esa edad se involucró en una pelea callejera por la cual tiene una fractura en su cráneo.
Rincón saltó a la fama en 2007 al participar de la quinta edición de Gran Hermano Argentina. En los siguientes años participó de diversas obras de teatro de revistas como vedette. En 2010 y 2013 fue elegida la Chica del Verano por el diario cordobés La Voz.
En 2012 participó del certamen de baile Bailando por un sueño, conducido por Marcelo Tinelli. 
Desde 2013 no consume más drogas. Ese mismo año debutó como actriz en televisión con el personaje de Dalila en la telenovela Solamente vos.
En 2015 se le diagnosticó trastorno límite de la personalidad (TLP).
En 2016 tuvo un papel en la serie La leona, por el cual ganó ese año el Martín Fierro a la Actriz Revelación. En 2017 y 2018 fue una de las protagonistas de la serie Un gallo para Esculapio.
En 2021 participa del certamen MasterChef Celebrity Argentina 2, en el cual fue la décima eliminada del reality.
Andrea se convirtió a la iglesia evangélica en septiembre de 2023.

## Filmografía

### Cine
| Año  | Título            | Papel           | Notas         |
| ---- | ----------------- | --------------- | ------------- |
| 2014 | El cuarto         | Amanda          |               |
| 2022 | Matrimillas       | Juana           |               |
| 2023 | María             | Jefa            |               |
| 2024 | Lágrimas de fuego | Josefina Zapata |               |
| TBA  | Las nubes         | Tamara          | Posproducción |

### Televisión
| Año           | Título                               | Papel                    | Notas                                |
| ------------- | ------------------------------------ | ------------------------ | ------------------------------------ |
| 2007          | Gran Hermano 5: La nueva generación  | —                        | Participante; 12.da eliminada        |
| 2012          | Bailando 2012                        | —                        | Participante; 20.ma eliminada        |
| 2013          | Solamente vos                        | Dalila                   |                                      |
| 2015          | Según Roxi                           | Ella misma               |                                      |
| 2016          | La leona                             | Carla Fiorito            |                                      |
| 2017          | Animadores                           | Ella misma               |                                      |
| 2017–2018     | Un gallo para Esculapio              | Vanesa                   |                                      |
| 2018          | 100 días para enamorarse             | Débora Costa             |                                      |
| 2019          | Argentina, tierra de amor y venganza | Malena «Pirucha» Peñalva |                                      |
| 2021          | MasterChef Celebrity Argentina       | —                        | Participante; 10.ma eliminada        |
| 2021          | Seres libres                         | —                        | Conductora de reemplazo              |
| 2022          | Dos 20                               | Ana                      | Episodio: «Mister limpieza»          |
| 2023          | Argentina, tierra de amor y venganza | Mónica Villalobos        |                                      |
| 2024          | Felices los 6                        | Dra. Clit                | Episodio: «Añejas, pero comestibles» |
| 2025–presente | TVR                                  | —                        | Conductora                           |
| 2025–presente | Con todo respeto                     | —                        | Conductora                           |

## Teatro
| Año       | Título                     | Papel          | Lugar               |
| --------- | -------------------------- | -------------- | ------------------- |
| 2008      | Lengua filosa              | Vedette        | Cine Teatro Holiday |
| 2009      | Me quede sin trava...jo    | Ella misma     | Folies Club         |
| 2010      | Alegría ortomolecular      | Vedette        | Teatro Coral        |
| 2011-2012 | La revista de Buenos Aires | Vedette        | Teatro Tronador     |
| 2013      | Noche de astros            | Vedette        | Teatro Candilejas   |
| 2014-2015 | Quédate conmigo            | Lucía          | Teatro Premier      |
| 2016      | Mi vida con Lucía          | Lucía          | Teatro Multiescena  |
| 2018      | Acaloradas                 | Cecilia        | Gira nacional       |
| 2022      | Los 39 escalones           | Anabella Smith | Teatro del Sol      |

## Premios y nominaciones
| Año  | Organización          | Categoría               | Trabajo               | Resultado | Ref(s) |
| ---- | --------------------- | ----------------------- | --------------------- | --------- | ------ |
| 2010 | Premios VOS           | La chica del verano     | Alegría ortomolecular | Nominada  | [ 8 ]  |
| 2013 | Premios VOS           | La chica del verano     | Noche de astros       | Nominada  | [ 9 ]  |
| 2013 | Premios Carlos        | Mejor vedette           | Noche de astros       | Nominada  | [ 10 ] |
| 2016 | Premios Martín Fierro | Artista revelación      | La leona              | Ganadora  | [ 11 ] |
| 2017 | Produ Awards          | Mejor actriz revelación | La leona              | Nominada  | [ 12 ] |
| 2022 | Premios Carlos        | Mejor actriz            | Los 39 escalones      | Ganadora  | [ 13 ] |